# غزوة حنين
غَزْوَةُ حُنَيْن، هي غزوة وقعت في الثالث عشر من شهر شوال في السّنة الثامنة للهجرة بين المسلمين وقبيلتي هوازن وثقيف في واد يسمّى حنين بين مدينة مكّة والطائف.
كان قائد المعركة وسببها رجلا يسمّى مالك بن عوف النّصري من قبيلة هوازن وقد سيّر جيشه حتى وصل بالقرب من مكة، وعندما وصلت الأخبار للمسلمين وجّه المسلمون جيشًا كبيرًا وكان يضم الكثير ممّن أسلموا بعد فتح مكّة وقد أعجبت كثرة الجيش وعدّته وعتاده المسلمين ووصلوا بثقتهم بالجيش إلى حد الغرور حتى قال بعض المسلمين لن نغلب اليوم من قلّة.
إن غزوة حنين هي من الأحداث التي تلت صلح الحديبية، وغزوة خيبر، وغزوة مؤتة، وفتح مكة، وقد جرت هذه الغزوة في فترة ازدهار وانتشار الإسلام في داخل الجزيرة العربية وخارجها، حيث كان صلح الحديبية هو السبب في هذا الازدهار والانتشار لهذا الدين، فقد تفرغ الرسول خلال مدة هذا الصلح إلى الدعوة ومراسلة الملوك في داخل الجزيرة العربية وخارجها.
وقعت غزوة حنين بالتحديد في شهر شوال من السنة الثامنة للهجرة، وقد بدأت القصة بعد فتح مكة المكرمة، واستسلام العديد من القبائل في الجزيرة العربية، وتسليمها بالأمر الواقع، إلا بعض القبائل القوية مثل: هوازن وثقيف ونصر وجشم، وقبائل سعد بن بكر، فما رضيت هذه القبائل بالاستسلام والخضوع، فتحالف من تحالف معها، وقررت إعلان الحرب على المسلمين، وكان قائدهم في هذه الحرب هو مالك بن عوف النصري، وهو شاب في الثلاثين من عمره.

## تاريخ الغزوة
كانت غزوة حنين في العاشر من شوال من العام الثامن للهجرة منصرفَ النبي ﷺ من مكة بعد أن منَّ الله عليه بفتحها، وقد انصرف رسول الله ﷺ من مكة لست خلت من شوال، وكان وصوله إلى حنين في العاشر منه. دارت هذه الغزوة في موضع يقال له حنين، وهو واد إلى جنب ذي المجاز بينه وبين مكة بضعة عشر ميلاً من جهة عرفات.

## الاستعداد للغزوة

مكة حيث انطلق المسلمون للقتال

قرر النبي محمد ﷺ الخروج للقتال في مكان متوسط بين هوازن ومكة، فقد آثر ألاّ ينتظر بمكة. وفي ذلك حكمة كبيرة جدًّا؛ لأنه لو بقي في مكة وغزاها مالك بن عوف بجيشه، فقد يتعاون أهل مكة معه. وفي تلك الأثناء، كان أهل مكة حديثو عهد بشركٍ وجاهلية، وهذه كارثة؛ لأن الحرب بذلك ستصبح من الداخل والخارج، ومن ثَمَّ فضَّل الرسول ﷺأن يخرج بجيشه إلى مكان مكشوف بعيد عن مكة. كما قرر محمد ﷺأن يخرج بكامل طاقته العسكرية، ويأخذ معه اثني عشر الف مقاتل الذين فتح بهم مكة من قبل؛ لأن أعداد هوازن ضخمة وكبيرة. وقام أيضًا بأخذ معه من داخل مكة المكرمة المسلمين الطلقاء الذين أسلموا عند الفتح، وفي ذلك بُعد نظر كبير من الرسول محمد ﷺ ؛ فهؤلاء إن تركوا في مكة، قد ينقلبون إلى الكفر مرة ثانية، وقد ينفصلون بمكة عن الدولة الإسلامية، وخاصةً إذا تعرض المسلمون لهزيمة من هوازن. ومن ناحية أخرى، لم يكتفِ الرسول بسلاح جيش المسلمين الذي فتح به مكة المكرمة، مع كون هذا السلاح من الأسلحة الجيدة والقوية جدًّا، بدليل انبهار أبي سفيان به عند رؤيته لجيش المسلمين. ومع ذلك لم يكتفِ به، كما لم يكتفِ بسلاح المسلمين من الطلقاء، وإنما سعى إلى عقد صفقة عسكرية كبرى لتدعيم جيش المسلمين؛ فقد ذهب بنفسه ﷺ إلى تجار السلاح في مكة المكرمة، وكان على رأس هؤلاء التجار صفوان بن أمية، ونوفل بن الحارث بن عبد المطلب، وكان هذان الاثنان لا يزالان على شركهما وقتئذٍ، فطلب منهما السلاح على سبيل الاستعارة بالإيجار والضمان، حتى إن صفوان بن أمية سأل الرسول ﷺ وهو لم يزل على كفره: أغصبٌ يا محمد؟ فقال: «بَلْ عَارِيَةٌ مَضْمُونَةٌ». واهتم الرسول ﷺ اهتمامًا كبيرًا بالحراسة الليلية لئلاّ يُباغت فجأة، ووضع عليها أنس بن أبي مرثد.

## سبب الغزوة
كان سبب هذه الغزوة أن مالكًا بن عوف النصري جمع القبائل من هوازن ووافقه على ذلك الثقفيون، واجتمعت إليه مضر وجشم كلها وسعد بن بكر وناس من بني هلال؛ بغية محاربة المسلمين، فبلغ ذلك النبي محمد فخرج إليهم، وكان لفتح مكة رد فعل معاكس لدى القبائل العربية الكبيرة القريبة من مكة، وفي مقدمتها قبيلتا: هوازن، وثقيف. فقد اجتمع رؤساء هذه القبائل، وسلموا قياد أمرهم، إلى مالك بن عوف سيد هوزان. وأجمعوا أمرهم على المسير لقتال المسلمين، قبل أن تتوطد دعائم نصرهم، وتنتشر طلائع فتحهم.

## تعداد الجيش
خرج النبي ﷺ ومعه اثنا عشر ألف مقاتل في جيش المسلمين، ولم يكن كل جيش المسلمين من صحابة النبي من المهاجرين والأنصار بل كان به كثيراً من الذين دخلوا في الإسلام حديثاً بعد فتح مكة.
وقد كان عدد جيش هوازن ثلاثون ألف مقاتل بقيادة "مالك بن عوف"، وقد أمر مالك بن عوف قومه بأن يخرجوا جميعًا لملاقاة المسلمين ويأخذوا معهم نساءهم وأبناءهم وأموالهم وأغنامهم وإبلهم وأبقارهم معهم في المعركة. وذلك حتى لا يفر المقاتلون من أرض المعركة. وقد خرج في جيش هوازن أحد شيوخها وهو دريد بن الصمه، وقد كان عمره مائه وستون عاماً، وهو ذو درايه وخبرة بفنون الحرب وأساليب القتال. ولما علم من أمر مالك بن عوف مع قومه بأن يخرج الأبناء والنساء والأموال والماشية؛ أنكر دريد هذا الرأي وقال إن هذا لاينفعنا ولكن مالك بن عوف أصر على رأيه وخرج الجيش بما فيه فقال دريد لمالك بن عوف: "إذا لقيت محمدًا وجهًا لوجه فاعلم أنك مهزوم. فقال له مالك: "وما الرأي إذًا"، فقال دريد: "أكمن لهم فاذهب إلى حنين وأدخل بين الاشجار وعندما يصل المسلمون إلى وادي حنين اخرج عليهم وحاصرهم."

## قبل المعركة

### أخبار العدو
أرسل الرسول ابن أبي حدرد وقال: "اجلس بينهم وخذ أخبارهم وائتني بأعلامهم"، وهذا قبل المعركة، فجلس بينهم في الليل؛ فسمع مالك بن عوف النصري يقول: "إذا أتينا غدًا فصبحوهم واضربوهم ضربة رجل واحد، فأخبر الرسول بذلك. وقد نقلت المخابرات الإسلامية بسرعة إلى الرسول أخبار هوازن، واستعدادها للحرب، وكان الرسول وقتئذٍ في مكة، فأرسل الرسول مباشرة الصحابي الجليل عبد الله بن أبي حَدْرَد الأسلميّ؛ ليتأكد من الخبر، فجاء بتأكيد ذلك، كما ذكر أحد المسلمين لرسول الله أن هوازن قد جاءت على بكرة أبيهم بنسائهم ونعمهم وشائهم. وكان رد فعل الرسول بتبسم وقال: "تِلْكَ غَنِيمَةُ الْمُسْلِمِينَ غَدًا إِنْ شَاءَ اللَّهُ".

### الاستعانة بسلاح العدو
لما أراد الرسول حنيناً قال لصفوان بن أمية وقد كان طلب مهلة أربعة أشهر حتى يفكر في دخول الإسلام، قال: «يا أبا وهب: أتعيرنا مائة درع وسلاحها؟ قال: غصباً يا محمد، قال: بل عارية مضمونة»؛ فأخذها عارية مضمونة -أي إذا تلفت هذه الدروع والسلاح نضمنها لك. وهنا استعان الرسول بسلاح غير المسلم لقتاله.

## الغزوة
خرج جيش المسلمين وكان عدده اثني عشر ألف مقاتل، لكن المسلمين اغتروا بكثرتهم فقال بعضهم لبعض لن نهزم اليوم من قله. وأثناء سير النبي بجيش المسلمين على الجبل، نظر النبي فوجد منحدر كبير ثم وادي واسع ومساحه شاسعة من الأشجار في اليمين والشمال ووجد جيش هوازن يقف عن بعد فأيقن النبي أن جيش هوازن يكمن في هذه الأشجار فأمر النبي أحد الصحابة واسمه أنس بن أبي مرثد أن يأتي بحصان ويصعد به إلى رأس الجبل ويقف عليه حتى يراقب المكان وذلك من طلوع الشمس حتى الغروب. كما أوصاه النبي ألا يترك مكانه إلا لقضاء حاجته أو لأداء الصلاة.
فامتثل أنس لأمر النبي، ثم عاد النبي فسأله النبي: «هل رأيت شيئاً؟» قال: «لا والله»، فقال النبي: «أبشر فان لك الجنة ما ضرك ما فعلت بعد اليوم.»
بعدما تأكد النبي بعدم وجود كمائن بين الأشجار بدأ النبي يصف الجيش فكانت أول كتيبة بقيادة خالد بن الوليد، والثانية الزبير والثالثه بقيادة على بن أبي طالب. ثم بدأت أول كتيبه بقيادة خالد بن الوليد تنزل إلى هذا المنحدر وعند نزولها بدأت كمائن جيش هوازن تخرج من بين الأشجار؛ فارتبك جيش المسلمين. قال تعالى: ﴿لَقَدْ نَصَرَكُمُ اللَّهُ فِي مَوَاطِنَ كَثِيرَةٍ وَيَوْمَ حُنَيْنٍ إِذْ أَعْجَبَتْكُمْ كَثْرَتُكُمْ فَلَمْ تُغْنِ عَنْكُمْ شَيْئًا وَضَاقَتْ عَلَيْكُمُ الْأَرْضُ بِمَا رَحُبَتْ ثُمَّ وَلَّيْتُمْ مُدْبِرِينَ ۝٢٥﴾ [التوبة:25]. يقول راوي القصة أن بعض من كان بجيش المسلمين من كان يجري إلى مكة لا يلتفت إلى الوراء لضراوة المعركة، ولم يبقى مع النبي إلا قله من أصحابه وبدأ النبي ينادي ويقول: "إليّ عباد الله أنا رسول الله فكان أول من أجاب النبي عمه العباس ففرح النبي لأن العباس كان صوته عاليًا. فقال له النبي: "نادِ عليهم يا عباس"، فقال: "ماذا أقول؟"، قال النبي: "قل يا أصحاب بدر"، فبدأ المسلمون يتجمعون حول النبي، وكان عددهم 66 من الأنصار و33 من المهاجرين.
ثم بدأ القتال يشتد ويقول العباس من شدة القتال نزل النبي من على فرسه وركب بغلته وتوجه بها في اتجاه جيش هوازن وهو يقول: «أنا النبي لا كذب أنا ابن عبدالمطلب.»
ثم أخذ الرسول قبضة من التراب بيده وألقاها في اتجاه جيش هوازن، وقال شاهت الوجوه اللهم نصرك الذي وعدت يقول العباس فمارأيت أحداً من هوازن إلا يفرك عينيه أو فمه واشتد القتال ولجأ الصحابة إلى الله عز وجل.
قال تعالى ﴿ثُمَّ أَنْزَلَ اللَّهُ سَكِينَتَهُ عَلَى رَسُولِهِ وَعَلَى الْمُؤْمِنِينَ وَأَنْزَلَ جُنُودًا لَمْ تَرَوْهَا وَعَذَّبَ الَّذِينَ كَفَرُوا وَذَلِكَ جَزَاءُ الْكَافِرِينَ ۝٢٦﴾ [التوبة:26]. فقد أنزل الله سيدنا جبريل ومعه كتائب من الملائكة من السماء يراهم المؤمنين على هيئة نمل أسود صغير على أجساد الكافرين ويراهم الكافرين فرسان بيض. في هذه الأثناء، كان خالد بن الوليد قائد جيش المسلمين ملقى على الأرض وجسده كله طعنات فجاء النبي، وتفل في يده ومسح على جسد خالد بن الوليد حتى برأ.
ثم لحقت الهزيمة بهوازن وفر الجيش من ميدان المعركة تاركاً وراءه عشرات الآلاف من الأبقار والأغنام والإبل.
وجاء أبو سفيان للنبي ليأخذ نصيبه من الغنائم فأعطاه النبي مائة أوقية من الذهب ومثلها من الفضة وطلب لأبنائه فأعطاه النبي. وجاء صفوان بن أميه فأعطاه النبي مائة أوقية من الذهب ومثلها من الفضة ومائة ناقة. يقول صفوان – وقد كان مازال كافراً – فما زال محمدًا يعطيني حتى أحببته.
كان نصيب النبي من الغنائم إبل ما بين جبلين. فنظر أحد الأعراب إلى نصيب النبي فقال له النبي: «أتعجبك؟»، قال: «نعم»، قال: «هي لك.» فذهب إليها وهو يلتفت ثم أخذ الإبل يسوقها إلى قومه يقول يا قوم أسلموا لقد جئتكم من عند خير الناس إن محمدًا يعطي عطاء من لا يخشى الفقر أبداً.
فكان النبي حريص على أن يجزل العطاء من الغنائم، فقال الأنصار لقد وجد محمداً أهله في مكة فبلغ هذا الكلام سعد بن عبادة سيد الأنصار؛ فذهب االنبي وقال له ما قاله الأنصار فقال له النبي: "وما قولك يا سعد؟ فقال يا رسول الله: "إنما أنا امروء من قومي"، قال: "إذًا أجمع الناس"، فجمع النبي الأنصار وقال لهم: "لقد بلغتني عنكم مقالة أنكم وجدتم عليّ أني قد وجدت أهلي."

### بداية الغزوة
لحقت الهزيمة بالمسلمين في بداية غزوة حنين، وفر معظمهم في ميدان المعركة؛ لأنهم فوجئوا بما لم يتوقعوه. وقعت الهزيمة في الجولة الأولى لعدة أسباب منها:
1. أن شيئًا من العجب تسرب إلى قلوب المسلمين، لما رأوا عددهم، فقد قال رجل منهم: لن نغلب اليوم من قلة، فشق ذلك على النبي فكانت الهزيمة.
2. أن عدد المشركين كان كثيرًا بلغ أكثر من ضعفي عدد المسلمين.
3. أن مالك بن عوف سبق بجيشه إلى حنين فتهيأ هنالك ووضع الكمائن والرماة في مضايق الوادي وعلى جوانبه، وفاجأوا المسلمين، برميهم بالنبال وبالهجوم المباغت.
4. كان العدو مهيأ ومنظمًا ومستعدًا للقتال حال مواجهته لجيش المسلمين، فقد جاء المشركون بأحسن صفوف رُئيت: صف الخيل ثم المقاتلة ثم النساء من وراء ذلك ثم الغنم ثم النعم.
5. وجود ضعاف الإيمان الذين أسلموا حديثًا في مكة، ففروا فانقلبت أولاهم على أخراهم، فكان ذلك سببا لوقوع الخلل وهزيمة غيرهم.[14][15]

لمّا وصل رسول الله إلى وادي حُنين، وإذا بالعدو قد سبقهم إليه، فأحاطوا ب النبي وجيشه وحملوا عليهم حملة رجل واحد، فانهزم الناس خوفاً منهم، أخذ ينادي «صلى الله عليه وآله»: «أيّها الناس هلمّوا إليّ، أنا رسول الله محمّد بن عبد الله»، فلا يأتيه أحد!
ولمّا رأى النبي هزيمة القوم عنه قال للعباس ـ وكان صيّتاً جهوري الصوت: «ناد القوم وذكّرهم العهد»، فنادى بأعلى صوته: يا أهل بيعة الشجرة، يا أصحاب سورة البقرة! إلى أين تفرّون؟ اذكروا العهد الذي عاهدتم عليه رسول الله.

#### الثبات
ثبت مع النبي يوم حنين عشرة أو اثنا عشر، وقيل: ثمانون، وقيل: مائة. ورجح ابن حجر العسقلاني وأغلب علماء أهل السنة أنهم كانوا عشرة، أنهم كانوا عشرة، وهم: أبو بكر الصديق وعمر بن الخطاب وعبد الله بن مسعود والعباس بن عبد المطلب وابنه الفضل وعلي بن أبي طالب وأبو سفيان بن الحارث وأخوه ربيعة وأسامة بن زيد، وأخوه من أمه أيمن بن أم أيمن، ثم إن آخرين قد عادوا بسرعة إلى المعركة فعدّوا فيمن لم ينهزم.
بينما لم يذكر علماء الشيعة أبا بكر وعمر وابن مسعود فيهم، وقالوا أنهم تسعة فقط من بني هاشم وهم: علي بن أبي طالب، والعباس بن عبد المطّلب، والفضل بن العباس بن عبد المطّلب، وربيعة بن الحارث بن عبد المطّلب، ونوفل بن الحارث بن عبد المطّلب، وعبد الله بن الزبير بن عبد المطّلب، وعتبة ومعتب ابنا أبي لهب، وأيمن بن عبيد، وهو ابن أُمّ أيمن مولاة رسول الله وحاضنته، وقد قُتل يوم حُنين، ويورى في ذلك أبياتًا للعباس يقول فيها:
يعني أيمن بن عبيد. وقال الشيخ المفيد: «لم يبق مع النبي إلّا عشرة نفر، تسعة من بني هاشم خاصّة، والعاشر أيمن ابن أُمّ أيمن».
ويُذكر أن أم سُليم شاركت في غزوة حنين، وكانت مع زوجها أبي طلحة، فعن أنس أن أم سليم اتخذت يوم حنين خنجرًا، فكان معها، فرآها أبو طلحة، فقال: «يا رسول الله، هذه أم سليم معها خنجر»، فقال لها النبي محمد: «مَا هَذَا الْخِنْجَرُ؟» قالت: «اتخذته إن: دنا مني أحد من المشركين، بقرت به بطنه»، فجعل رسول الله يضحك، قالت: «يا رسول الله، اقتل من بعدنا من الطلقاء انهزموا بك؟» فقال رسول الله: «يَا أُمَّ سُلَيْمٍ، إِنَّ اللهَ قَدْ كَفَى وَأَحْسَنَ».

### هزيمة ونصر
تمكّن رسول الله من بثّ روح الجهاد في نفوس المسلمين من جديد، وقد كان أصابهم الخوف والذعر وأوشكوا على الفرار الكامل وتسجيل الهزيمة النكراء، فاجتمع المسلمون ثانية وهجموا هجمة واحدة على المشركين، ومضى علي بن أبي طالب إلى صاحب راية هوازن فقتله، وبعد مقتله كانت الهزيمة للمشركين.
و هكذا كتب الله النصر لرسوله الكريم ونصرهم بجنود من الملائكة، وإلى هذا النصر يشير القرآن الكريم: ﴿ثُمَّ أَنْزَلَ اللَّهُ سَكِينَتَهُ عَلَى رَسُولِهِ وَعَلَى الْمُؤْمِنِينَ وَأَنْزَلَ جُنُودًا لَمْ تَرَوْهَا وَعَذَّبَ الَّذِينَ كَفَرُوا وَذَلِكَ جَزَاءُ الْكَافِرِينَ ۝٢٦﴾
قال الشيخ المفيد: «وأقبل رجل من هوازن على جمل له أحمر بيده راية سوداء في رأس رمح طويل أمام القوم، إذا أدرك ظفراً من المسلمين اكبّ عليهم، وإذا فاته الناس رفعه لمن وراءه من المشركين فاتّبعوه، وهو يرتجز ويقول:
| غزوة حنين | أنا أبو جرول لا براح ** حتّى نبيح القوم أو نباح | غزوة حنين |

فصمد له علي فضرب عجز بعيره فصرعه، ثمّ ضربه فقطره، ثمّ قال:
| غزوة حنين | قد علم القوم لدى الصباح ** إنّي في الهيجاء ذو نطاح | غزوة حنين |

فكانت هزيمة المشركين بقتل أبي جرول، ثمّ التأم الناس وصُفّوا للعدو، فقال رسول الله: «اللّهمّ إنّك أذقت أوّل قريش نكالاً، فأذق آخرها نوالاً»، وتجالد المسلمون والمشركون، فلمّا رآهم النبي قام في ركابي سرجه حتّى أشرف على جماعتهم، وقال: «الآن حمي الوطيس»
| غزوة حنين | أنا النبي لا كذب ** أنا ابن عبد المطّلب | غزوة حنين |

فما كان بأسرع من أن ولّى القوم أدبارهم، وجيء بالأسرى إلى رسول الله مكتّفين.
قال سلمة بن الأكوع: «ونزل رسول الله عن البغلة، ثمّ قبض قبضة من تراب، ثمّ استقبل به وجوههم وقال: «شاهت الوجوه»، فما خلف الله منهم إنساناً إلّا ملأ عينيه تراباً بتلك القبضة، فولّوا مدبرين، واتبعهم المسلمون فقتلوهم، وغنّمهم الله نساءهم وذراريهم وشاءهم وأموالهم».
ولما انهزم العدو صارت طائفة منهم إلى الطائف، وطائفة إلى نَخْلَة، وطائفة إلى أوْطاس، فأرسل النبي إلى أوطاس سرية من المطاردين يقودهم أبو عامر الأشعري، فَتَنَاوَشَ الفريقان القتال قليلاً، ثم انهزم جيش المشركين، وفي هذه المناوشة قتل القائد أبو عامر الأشعري.
وطاردت طائفة أخرى من فرسان المسلمين فلول المشركين الذين سلكوا نخلة، فأدركت دُرَيْدَ بن الصِّمَّة فقتله ربيعة بن رُفَيْع، وأما معظم فلول المشركين الذين لجؤوا إلى الطائف، فتوجه إليهم رسول الله بنفسه بعد أن جمع الغنائم.

#### الخسارة بشرية
قتل من هوازن في ذلك اليوم خلق عظيم، وقتل دريد بن الصمة فأعظم الناس ذلك، فقال رسول الله: «إلى النار وبئس المصير، إمام من أئمة الكفر، إن لم يُعِنْ بيده فإنه أعان برأيه». واستشهد في ذلك اليوم من المسلمين أربعة نفر هم : أيمن بن أم أيمن، من بني هاشم؛ يزيد بن زمعة بن الأسود، من بني أسد؛ سراقة بن الحارث بن عدي، من الأنصار؛ أبو عامر الأشعري، من الأشعريين.

#### الغنائم
رجع رسول الله إلى الجعرانة بمن معه من الناس، وقسّم بها ما أصاب من الغنائم يوم حُنين، وهي: ستّة آلاف من الذراري والنساء، ومن البهائم ما لا يُحصى ولا يُدرى.

#### السبايا
سبى المسلمون من المشركين في ذلك اليوم سبايا كثيرة، بلغت عدّتهم ألف فارس، وبلغت الغنائم أثنى عشر ألف ناقة سوى الأسلاب. ثم جمعت إلى رسول الله سبايا حنين وأموالها، وكان على المغانم مسعود بن عمرو القاري، فأمر النبي بالسبايا والأموال إلى الجعرانة فحُبست بها.
وقد كان فيما سُبي أُخته بنت حليمة السعدية، فلمّا قامت على رأسه قالت: يا محمّد أُختك شيماء بنت حليمة، فنزع رسول الله برده فبسطه لها فأجلسها عليه، ثمّ أكبّ عليها يسألها، وهي التي كانت تحضنه إذ كانت أُمّها ترضعه.

## دروس مستفادة
قال تعالى: ﴿لَقَدْ نَصَرَكُمُ اللَّهُ فِي مَوَاطِنَ كَثِيرَةٍ وَيَوْمَ حُنَيْنٍ إِذْ أَعْجَبَتْكُمْ كَثْرَتُكُمْ فَلَمْ تُغْنِ عَنْكُمْ شَيْئًا وَضَاقَتْ عَلَيْكُمُ الْأَرْضُ بِمَا رَحُبَتْ ثُمَّ وَلَّيْتُمْ مُدْبِرِينَ ۝٢٥ ثُمَّ أَنْزَلَ اللَّهُ سَكِينَتَهُ عَلَى رَسُولِهِ وَعَلَى الْمُؤْمِنِينَ وَأَنْزَلَ جُنُودًا لَمْ تَرَوْهَا وَعَذَّبَ الَّذِينَ كَفَرُوا وَذَلِكَ جَزَاءُ الْكَافِرِينَ ۝٢٦ ثُمَّ يَتُوبُ اللَّهُ مِنْ بَعْدِ ذَلِكَ عَلَى مَنْ يَشَاءُ وَاللَّهُ غَفُورٌ رَحِيمٌ ۝٢٧﴾
إن غزوة حنين سُجلت في القرآن الكريم لكي تبقى درسًا للأمة في كل زمان ومكان، ولقد عرضت في القرآن الكريم على منهجية ربانية كان من أهم معالمها الآتي:
1. بين القرآن الكريم أن المسلمين أصابهم الإعجاب بكثرة عددهم، قال تعالى: ﴿وَيَوْمَ حُنَيْنٍ إِذْ أَعْجَبَتْكُمْ كَثْرَتُكُمْ) ثم بين القرآن أن هذه الكثرة لا تفيد ﴿فَلَمْ تُغْنِ عَنكُمْ شَيْئًا).
2. بين القرآن الكريم أن المسلمين انهزموا وهربوا ما عدا النبي ونفر يسير من أصحابه، قال تعالى: ﴿وَضَاقَتْ عَلَيْكُمُ الأَرْضُ بِمَا رَحُبَتْ ثُمَّ وَلَّيْتُم مُّدْبِرِينَ).
3. بين القرآن الكريم أن الله نصر رسوله في هذه المعركة وأكرمه بإنزال السكينة عليه وعلى المؤمنين فقال تعالى: ﴿ثُمَّ أَنْزَلَ اللَّهُ سَكِينَتَهُ عَلَى رَسُولِهِ وَعَلَى الْمُؤْمِنِينَ وَأَنْزَلَ جُنُودًا لَمْ تَرَوْهَا وَعَذَّبَ الَّذِينَ كَفَرُوا وَذَلِكَ جَزَاءُ الْكَافِرِينَ ۝٢٦﴾[30]
4. بين القرآن الكريم أن الله أمد رسوله محمدًا بالملائكة في حنين قال تعالى: ﴿وَأَنْزَلَ جُنُودًا لَّمْ تَرَوْهَا وَعذَّبَ الَّذِينَ كَفَرُوا وَذَلِكَ جَزَاءُ الْكَافِرِينَ).
5. وأكد –سبحانه- على أنه يقبل التوبة من عباده ويوفق من شاء إليها، قال تعالى: ﴿ثُمَّ يَتُوبُ اللَّهُ مِنْ بَعْدِ ذَلِكَ عَلَى مَنْ يَشَاءُ وَاللَّهُ غَفُورٌ رَحِيمٌ ۝٢٧﴾[31][32]

### الكثرة
الإعجاب بالكثرة حجب عن المسلمين النصر في بداية المعركة، وقد عبر القرآن الكريم عن ذلك بقوله: ﴿لَقَدْ نَصَرَكُمُ اللَّهُ فِي مَوَاطِنَ كَثِيرَةٍ وَيَوْمَ حُنَيْنٍ إِذْ أَعْجَبَتْكُمْ كَثْرَتُكُمْ فَلَمْ تُغْنِ عَنْكُمْ شَيْئًا وَضَاقَتْ عَلَيْكُمُ الْأَرْضُ بِمَا رَحُبَتْ ثُمَّ وَلَّيْتُمْ مُدْبِرِينَ ۝٢٥﴾. وقد نبه إلى هذا رسول الله حينما أوضح أنه لا حول ولا قوة إلا بالله فيقول: «اللهم بك أحول وبك أصول، وبك أقاتل». وهكذا أخذ الرسول يراقب المسلمين ويقوِّم ما يظهر من انحرافات في التصور والسلوك، حتى في أخطر ظروف المواجهة مع خصومه العتاة.

### مواقف الطلقاء يوم حنين
في هذا الموقف الصعب تباينت مواقف الطلقاء، فمنهم من صرّح بكفره بعد أن كان متظاهرًا بالإسلام، مثل كَلَدَة بن الحنبل، ولكنه أسلم بعد ذلك وله صحبة، فهذا الرجل قال في ذلك الوقت: ألا بطل السِّحْر اليوم.
فهو يتهم الرسول بالسحر، مع أنه خارج مع المسلمين على أنه مسلم. ومنهم من لم يكتفِ بالكفر، بل حاول قتل الرسول مثل شيبة بن عثمان، وبفضل الله أسلم بعد ذلك وحسن إسلامه. ومنهم من أظهر الشماتة دون أن يظهر الكفر كأبي سفيان زعيم مكة الذي قال: لا تنتهي هزيمتهم دون البحر.

### ترك حب الدنيا نصرة للإسلام

شجرة أنساب الأنصار وتظهر فيها أسماء لمشاهير رجال ونساء الأنصار

رأى نبي الإسلام محمد أن يتألف الطلقاء والأعراب بالغنائم تأليفًا لقلوبهم لحداثة عهدهم بالإسلام، فأعطى لزعماء قريش وغطفان وتميم عطاء عظيمًا، إذ كانت عطية الواحد منهم مائة من الإبل، ومن هؤلاء: أبو سفيان بن حرب، وسهيل بن عمرو، وحكيم بن حزام، وصفوان بن أمية، وعيينة بن حصن الفزاري، والأقرع بن حابس، ومعاوية ويزيد ابنا أبي سفيان، وقيس ابن عدي. وكان الهدف من هذا العطاء المجزي هو تحويل قلوبهم من حب الدنيا إلى حب الإسلام، أو كما قال أنس بن مالك: إن كان الرجل ليسلم ما يريد إلا الدنيا، فما يسلم حتى يكون الإسلام أحب إليه من الدنيا وما عليها.وعبر عن هذا صفوان بن أمية بقوله: «لقد أعطاني رسول الله ما أعطاني وإنه لأبغض الناس إليَّ فما برح يعطيني حتى إنه لأحب الناس إليَّ».
وقد تأثر حدثاء الأنصار من هذا العطاء بحكم طبيعتهم البشرية، وترددت بينهم مقالة، فراعى هذا الاعتراض وعمل على إزالة التوتر، وبين لهم الحكمة في تقسيم الغنائم، وخاطب الأنصار خطابًا إيمانيًّا عقليًّا عاطفيًّا وجدانيًّا، ما يملك القارئ المسلم على مر الدهور وكر العصور وتوالي الزمان إلا البكاء عندما يمر بهذا الحدث العظيم، فعندما دخل سعد على رسول الله فقال: يا رسول الله، إن هذا الحي من الأنصار قد وجدوا عليك في أنفسهم لما صنعت في هذا الفيء الذي أصبت، قسمت في قومك وأعطيت عطايا عظاما في قبائل العرب، ولم يكن في هذا الحي من الأنصار منها شيء. قال: «فأين أنت من ذلك يا سعد؟» قال: يا رسول الله، ما أنا إلا من قومي، قال: «فاجمع لي قومك في هذه الحظيرة؟» قال: "فجاء رجال من المهاجرين، فتركهم، فدخلوا، وجاء آخرون فردَّهم، فلما اجتمعوا أتى سعد، فقال: قد اجتمع لك هذا الحي من الأنصار، فأتاهم رسول الله، فحمد الله وأثنى عليه بما هو أهله، ثم قال: «يا معشر الأنصار، ما قالة بلغتني عنكم، وجدة وجدتموها في أنفسكم، ألم آتكم ضُلاَّلا فهداكم الله بي، وعالة فأغناكم الله بي، وأعداء فألف الله بين قلوبكم؟» قالوا: الله ورسوله أمنُّ وأفضل، ثم قال: «ألا تجيبوني يا معشر الأنصار؟» قالوا: بماذا نجيبك يا رسول الله، لله ولرسوله المن والفضل. قال: «أما والله لو شئتم لقلتم فلصَدَقْتم ولصُدِّقتُم: أتيتنا مكذَّبا فصدقناك، ومخذولا فنصرناك، وطريدًا فآويناك، وعائلا فآسيناك. أوجدتم عليَّ يا معشر الأنصار في أنفسكم في لعاعة من الدنيا تألفتُ بها قومًا ليسلموا، ووكلتكم إلى إسلامكم، ألا ترضون يا معشر الأنصار أن يذهب الناس بالشاء والبعير، وترجعون برسول الله إلى رحالكم؟ فوالذي نفس محمد بيده لما تنقلبون به خير مما ينقلبون به، ولولا الهجرة، لكنت امرءًا من الأنصار، ولو سلك الناس شعبًا وواديًا، وسلكتْ الأنصار شعبًا وواديًا لسلكتُ شعب الأنصار وواديها، الأنصار شعار والناس دثار، اللهم ارحم الأنصار وأبناء الأنصار وأبناء أبناء الأنصار». قال: فبكى القوم حتى أخضلوا لحاهم، وقالوا: رضينا برسول الله قسمًا وحظًّا، ثم انصرف رسول الله وتفرقوا، وفي رواية: «إنكم ستلقون بعدي أثرة فاصبروا حتى تلقوني على الحوض».

### الصبر على جفاء الأعراب
لقد ظهر من رسول الله الكثير من الصبر على جفاء الأعراب، وطمعهم في الأموال، وحرصهم على المكاسب، فكان مثالًا للمربي الذي يدرك أحوالهم، وما جبلتهم عليه بيئتهم وطبيعة حياتهم من القساوة والفظاظة والروح الفردية، فكان يبين لهم ويطمئنهم على مصالحهم ويعاملهم على قدر عقولهم، فكان بهم رحيمًا ولهم مربيًا ومصلحًا، فلم يسلك معهم مسلك ملوك عصره مع رعاياهم الذين كانوا ينحنون أمامهم أو يسجدون، وكانوا دونهم محجوبين، وإذا خاطبوهم التزموا بعبارات التعظيم والإجلال، كما يفعل العبد مع ربه، أما الرسول فكان كأحدهم؛ يخاطبونه ويعاتبونه، ولا يحتجب عنهم قط، وكان الصحابة رضوان الله عليهم يراعون التأدب بحضرته ويخاطبونه بصوت خفيض، ويكنون له في أنفسهم المحبة العظيمة، وأما جفاة الأعراب فقد عنفهم القرآن على سوء أدبهم وجفائهم، وارتفاع أصواتهم وجرأتهم في طبيعة مخاطبتهم للرسول.
قال أبو موسى الأشعري: كنت عند النبي وهو نازل بالجعرانة بين مكة والمدينة ومعه بلال، فأتى النبيَّ أعرابي فقال: ألا تنجز لي ما وعدتني؟ فقال له: «أبشر» فقال: قد أكثرت عليَّ من أبشر، فأقبل على أبي موسى وبلال كهيئة الغضبان، فقال: «رد البشرى، فاقبلا أنتما» قالا: قبلنا. ثم دعا بقدح فيه ماء فغسل يديه ووجهه فيه، ومج فيه ثم قال: «اشربا منه، وأفرغا على وجوهكما ونحوركما وأبشرا» فأخذا القدح ففعلا، فنادت أم سلمة من وراء الستر أن أفضلا لأمكما، فأفضلا لها منه طائفة.
قال عبد الله بن مسعود: "... فلما كان يوم حنين آثر رسول الله ناسا في القسمة، فأعطى الأقرع بن حابس مائة من الإبل، وأعطى عيينة مثل ذلك، وأعطى أناسا من أشراف العرب، وآثرهم يومئذ في القسمة، فقال رجل: والله إن هذه القسمة ما عدل فيها وما أريد فيها وجه الله، قال: فقلت: والله لأخبرن رسول الله، قال: فأتيته فأخبرته بما قال، قال: فتغير وجهه حتى كان كالصرف، ثم قال: «فمن يعدل إن لم يعدل الله ورسوله؟!» قال: ثم قال: «يرحم الله موسى؛ قد أوذي بأكثر من هذا فصبر» قال: قلت: لا جرم لا أرفع إليه بعدها حديثًا.

## طالع أيضًا
- غزوة أحد
- غزوة الخندق